# Моторин, Фёдор Дмитриевич
Фёдор Дмитриевич Мото́рин (также Мато́рин; 1630-е гг. — 1688) — русский литейщик, колокольных дел мастер, основатель колокольного завода в Москве. Семья Моториных относится к числу самых известных династий московских колокольных мастеров.

## Биография
Работал на московском пушечном дворе с 1651 года. В 1670-х годах стал ведущим литейщиком. Скупал земли и здания на территории Пушкарской слободы в районе Сретенских ворот с 1660-х годов. Сохранились документальные свидетельства о шести сделках, совершенных им в этот период. В 1686 году основал там первый частный колокольный завод. Завод изготавливал как церковные колокола, так и малые колокола, продававшиеся в московском «колокольном ряду» и в других городах.
Колокола производства Моторина выделяются высоким качеством отливки и пышной рельефной отделкой. До XXI века дошли несколько колоколов, подписанных именем непосредственно Фёдора Моторина. К ним относятся отлитые в 1678-79 годах «Новый» для церкви Успения Пресвятой Богородицы и «Даниловский» для монастыря Живоначальной Троицы в Переславле-Залесском; созданные в 1683—1684 годах для Волынского монастыря в Чернигове колокола, которые теперь расположены на колокольне Покровского собора в Москве, и московского Новодевичьего монастыря. К значимым работам мастера относился отлитый в 1684 году для Троице-Сергиевой лавры колокол «Корноухий» массой 1275 пудов, до настоящего времени не сохранился — был уничтожен в 1930 году.
Был дважды женат. От первого брака имел двух сыновей, Дмитрия и Ивана, также выучившихся литейному мастерству и ставших в итоге совладельцами колокольного завода. Дмитрий Фёдорович (годы жизни неизвестны) с 1682 по 1696 годы трудился колокольным мастером на Пушечном дворе. Иван Фёдорович (1660-е-1735) помимо колоколов занимался и отливкой пушек. Руководил работами по изготовлению Царь-колокола в 1735 году, однако скончался до их завершения. Продолжать работу поручили его сыну Михаилу (?—1750).